# Stasimopus schultzei
Stasimopus schultzei är en spindelart som beskrevs av William Frederick Purcell 1908. Stasimopus schultzei ingår i släktet Stasimopus och familjen Ctenizidae.
Artens utbredningsområde är Namibia. Inga underarter finns listade i Catalogue of Life.